# Portugalia na Letnich Igrzyskach Olimpijskich 1988
Portugalię na Letnich Igrzyskach Olimpijskich 1988 reprezentowało 64 zawodników: 55 mężczyzn i dziewięć kobiet. Był to 17. start reprezentacji Portugalii na letnich igrzyskach olimpijskich.

## Zdobyte medale
| Medal | Zawodnik  | Dyscyplina    | Konkurencja    | Rezultat  |
| ----- | --------- | ------------- | -------------- | --------- |
| Złoto | Rosa Mota | Lekkoatletyka | maraton kobiet | 2:25:40 h |

## Skład kadry

### Gimnastyka
Kobiety
- Sónia Moura

wielobój indywidualnie – 82. miejsce,
ćwiczenia wolne – 83. miejsce,
skok przez konia – 73. miejsce,
ćwiczenia na poręczach – 79. miejsce,
ćwiczenia na równoważni – 84. miejsce,
- Patrícia Jorge – gimnastyka artystyczna – indywidualnie – 30. miejsce,

Mężczyźni
- Hélder Pinheiro

wielobój indywidualnie – 85. miejsce,
ćwiczenia wolne – 83. miejsce,
skok przez konia – 88. miejsce,
ćwiczenia na poręczach – 84. miejsce,
ćwiczenia na drążku – 88. miejsce,
ćwiczenia na kółkach – 88. miejsce,
ćwiczenia na koniu z łękami – 51. miejsce,

### Jeździectwo
- Manuel da Costa – skoki przez przeszkody indywidualnie – nie ukończył rundy finałowej (dyskwalifikacja),

### Judo
Mężczyźni
- Renato Santos waga do 60 kg – 14. miejsce,
- Hugo d'Assunção waga do 71 kg – 13. miejsce,
- Pedro Cristóvão waga do 78 kg – 20. miejsce,

### Kajakarstwo
Mężczyźni
- José Garcia

K-1 500 m – odpadł w repasażach (dyskwalifikacja),
K-1 1000 m – odpadł w półfinale,
- António Brinco, Eduardo Gomes – K-2 1000 m – odpadli w repasażach,

### Lekkoatletyka
Kobiety
- Fernanda Ribeiro – bieg na 3000 m – odpadła w eliminacjach,
- Albertina Machado – bieg na 10 000 m – 9. miejsce,
- Albertina Dias – bieg na 10 000 m – 10. miejsce,
- Rosa Mota – maraton – 1. miejsce,
- Conceição Ferreira – maraton – 20. miejsce,

Mężczyźni
- Luís Cunha

bieg na 100 m – odpadł w eliminacjach,
bieg na 200 m – odpadł w eliminacjach,
- Pedro Agostinho – bieg na 100 m – nie ukończył biegu eliminacyjnego,
- Luís Barroso – bieg na 200 m – odpał w ćwierćfinale,
- Filipe Lombá – bieg na 400 m – odpadł w eliminacjach,
- Álvaro Silva – bieg na 800 m – odpadł w półfinale,
- António Abrantes – bieg na 800 m – odpadł w eliminacjach,
- Mário da Silva – bieg na 1500 m – 9. miejsce,
- Domingos Castro – bieg na 5000 m – 4. miejsce,
- José Regalo – bieg na 5000 m – nie ukończył biegu finałowego,
- Fernando Couto – bieg na 5000 m – odpadł w eliminacjach,
- António Pinto – bieg na 10 000 m – 13. miejsce,
- Ezequiel Canário – bieg na 10 000 m – odpadł w eliminacjach,
- Dionísio Castro – bieg na 10 000 m – nie ukończył biegu eliminacyjnego,
- Joaquim Silva – maraton – 27. miejsce,
- Paulo Catarino – maraton – nie ukończył biegu,
- João Lima – bieg na 110 m przez płotki – odpadł w eliminacjach,
- Arnaldo Abrantes, Pedro Miguel Curvelo, Pedro Agostinho, Luís Barroso – sztafeta 4 × 100 m – nie ukończyli biegu eliminacyjnego,
- Paulo Miguel Curvelo, Filipe Lombá, António Abrantes, Álvaro Silva – sztafeta 4 × 400 m – odpadli w półfinale,
- José Urbano – chód na 20 km – 29. miejsce,
- José Pinto

chód na 20 km – 31. miejsce,
chód na 50 km – 21. miejsce,
- Hélder Oliveira – chód na 20 km – 39. miejsce,
- José Leitão

skok w dal – 31. miejsce,
trójskok – 31. miejsce,

### Łucznictwo
Kobiety
- Ana de Sousa – indywidualnie – 37. miejsce,

Mężczyźni
- Carlos Reis – indywidualnie – 66. miejsce
- Rui Santos – indywidualnie – 70. miejsce,

### Pięciobój nowoczesny
Mężczyźni
- Manuel Barroso – indywidualnie – 34. miejsce,

### Pływanie
Kobiety
- Sandra Neves

100 m stylem motylkowym – 27. miejsce,
200 m stylem motylkowym – 18. miejsce,
Mężczyźni
- Paulo Trindade – 50 m stylem dowolnym – 30. miejsce,
- Sérgio Esteves – 50 m stylem dowolnym – 31. miejsce,
- Artur Costa – 1500 m stylem dowolnym – 30. miejsce,
- Mabílio Albuquerque, Henrique Villaret, Vasco Sousa, Sérgio Esteves – sztafeta 4 × 100 m stylem dowolnym – 14. miejsce,
- Alexandre Yokochi

100 m stylem klasycznym – 40. miejsce,
200 m stylem klasycznym – 9. miejsce,
- Mabílio Albuquerque – 100 m stylem motylkowym – 33. miejsce,
- Paulo Camacho – 100 m stylem motylkowym – 37. miejsce,
- Diogo Madeira

200 m stylem motylkowym – 26. miejsce,
200 m stylem zmiennym – 28. miejsce,
400 m stylem zmiennym – 26. miejsce,
- João Santos – 200 m stylem motylkowym – 29. miejsce,
- Rui Borges Borges – 400 m stylem zmiennym – 22. miejsce,

### Podnoszenie ciężarów
Mężczyźni
- Paulo Duarte – waga do 67,5 kg – 14. miejsce,

### Strzelectwo
- João Rebelo – trap – 18. miejsce,
- Hélder Cavaco – trap – 37. miejsce,

### Szermierka
Mężczyźni
- José Bandeira – floret indywidualnie – 55. miejsce,
- Roberto Durão – szpada indywidualnie – 60. miejsce,
- José Bandeira – szpada indywidualnie – 67. miejsce,
- Óscar Pinto – szpada indywidualnie – 74. miejsce,

### Zapasy
Mężczyźni
- José Marques – styl klasyczny waga do 52 kg – odpadł w eliminacjach,

### Żeglarstwo
- Luís Caliço – windsurfing mężczyźni – 19. miejsce,
- Henrique Anjos, Patrick de Barros – klasa Star – 15. miejsce,